# Windmill Brook
Windmill Brook är ett vattendrag i Kanada.   Det ligger i provinsen Newfoundland och Labrador, i den östra delen av landet, 1 700 km öster om huvudstaden Ottawa.
I omgivningarna runt Windmill Brook växer i huvudsak blandskog. Runt Windmill Brook är det glesbefolkat, med 12 invånare per kvadratkilometer.